# Касымбай, Муратбек Оралбекулы
Муратбек Оралбекулы Касымбай  (каз. Мұратбек Оралбекұлы Қасымбай, род. 11 августа 1995, Алматинская область, Казахстан) — казахстанский боец смешанных единоборств, представитель лёгкой весовой категории. Чемпион мира по панкратиону (2021).
Имеет спортивные звания: МС по ММА, МС по панкратиону, МС по джиу-джитсу, МСМК по грэпплингу.

## Биография
Муратбек Касымбай родился 11 августа 1995 года в республике Казахстан. По национальности — казах. Отец работал водителем, мать учительницей казахского языка в школе. У Муратбека 2 брата..

## Спортивная карьера
В студенческие годы в спортивную секцию его привёл друг, сразу в смешанные боевые искусства. Чемпион Казахстана и обладатель кубка Казахстана по ММА.
Карьеру бойца начал в 2015 году. В том же году потерпел поражение от Рахата "Рахиги".В 2018 году попал в ДТП и получил серьёзную травму головы, но смог восстановиться, и успешно продолжил выступать.
Профессиональные бои проводил в таких организациях, как AMC Fight Nights Global, NFC QAZAQSTAN, RCC.
Муратбек Касымбай так же участвовал в YouTube-промоушенах в ниши «поп-ММА» в организациях: Hardcore MMA, «Наше Дело», Pravda FC и Hype FC.
В 2021 году на чемпионате мира по панкратиону в Харькове завоевал золотую медаль (до 71 кг), где в финальной схватке победил бойца с Украины, Данила Чередниченко.